# Marcelo Cezán
Édgar Alfredo Gómez Menicagli (Cali, 13 de abril de 1971), cuyo nombre artístico es Marcelo Cezán, es un actor, presentador y cantante italocolombiano.

## Formación académica
Se graduó como odontólogo en la Universidad del Valle en su natal Cali, en 1992.

## Biografía

### Trayectoria musical
Se inició en Manizales, como integrante de una banda llamada Láser, pero fue en 1992 que se hizo conocer con la canción Nueve semanas y media que hizo parte del álbum del mismo nombre, perteneciente a la casa disquera Sony Music. Este material discográfico tuvo como arreglista a Kike Santander. Las canciones fueron compuestas por Eduardo Paz y Estéfano, con excepción de una versión del clásico de Elton John «Candle in the Wind», cantada en español, en el homenaje a Marilyn Monroe.
Se vendió poco más de 50 mil copias de ese álbum, lo que motivó que en 1995 volviera con la canción «Toma tu tiempo y sueña» —fusionando la balada con un ritmo autóctono andino—. 
Marcelo fue el pionero de la nueva generación de cantantes colombianos que lanzó el argentino Eduardo Paz, y que tuvo una continuación hasta el presente en artistas de gran éxito mundial.

### Como actor
Estuvo radicado en México, donde grabó para Televisa su segunda telenovela, Acapulco, cuerpo y alma junto a la actriz colombiana Sofia Vergara en 1995.
A lo largo de su carrera, se hizo internacionalmente conocido por sus destacados papeles como protagonista de telenovelas, grabando en Colombia, y en países como: Perú, Venezuela, y Estados Unidos, trabajando en varias de las más importantes cadenas televisivas de América como Telemundo, Televisa, Caracol, RCN, RCTV y Venevisión.

### Como presentador - locutor
Más adelante, en 2006, incursiona por casualidad en la conducción, haciendo su exitoso debut como presentador en el magazine colombiano Bravissimo al lado de la presentadora colombiana Mónica Hernández.
En 2011 incursionó en la locución con un programa llamado Super colectivo transmitido en Radio Súper 970 AM y por radio en línea Superestación, posteriormente fue locutor y director de un programa cristiano protestante en una emisora local de Bogotá, Colombia.
Fue presentador del concurso de Caracol Televisión Do Re Millones al lado del compositor y arreglista argentino César Escola.
El 4 de diciembre de 2024, fue anunciado oficialmente por el canal RCN como presentador de la segunda temporada del reality La Casa de los Famosos Colombia, iniciando transmisión el 26 de enero de 2025.

## Filmografía

### Televisión
| Año  | Título                         | Personaje                              | Canal              |
| ---- | ------------------------------ | -------------------------------------- | ------------------ |
| 2019 | Los Briceño                    |                                        | Netflix            |
| 2011 | Infiltrados                    |                                        | Caracol Televisión |
| 2011 | Un sueño llamado salsa         | Julián Wilkins                         | Canal RCN          |
| 2010 | Ojo por ojo                    | Narciso Barragan                       | Telemundo          |
| 2010 | La diosa coronada              | Presentador del Reinado del Turismo    | Telemundo          |
| 2010 | Doña Bella                     |                                        | Canal RCN          |
| 2010 | Amor sincero                   | Don Bruno                              | Canal RCN          |
| 2009 | Niños ricos, pobres padres     | Jorge Cervantes                        | Telemundo          |
| 2008 | Doña Bárbara                   | Florencio Reyes 'El Quitadolores'      | Telemundo          |
| 2008 | Cómplices                      | Mario                                  | Caracol Televisión |
| 2007 | Marido a sueldo                | Ricardo 'Ricky Martin' Martin Anaya    | Canal RCN          |
| 2005 | Juego limpio                   | Alberto de Jesés Morales               | Canal RCN          |
| 2005 | Decisiones                     |                                        | Telemundo          |
| 2005 | Anita, no te rajes             | David Ignacio Aristizábal              | Telemundo          |
| 2003 | Amor a la plancha              | Andrés Román Viteri                    | Canal RCN          |
| 2002 | Mambo y canela                 | Rodrigo                                | Venevision         |
| 2001 | Solterita y a la orden         | Gabriel "Bobolitro" Baquero            |                    |
| 2000 | Borrón y cuenta nueva          |                                        | TVN                |
| 2000 | Mariú                          |                                        | RCTV               |
| 2000 | María Rosa, buscame una esposa | Rafael Vargas                          | Venevision         |
| 1999 | Me llaman Lolita               | Esteban Buenahora                      | Canal RCN          |
| 1998 | Niña mimada                    | Ángel Custodio Mogollón                | RCTV               |
| 1997 | Cartas de amor                 | Manuel Tirado                          | Cenpro Televisión  |
| 1997 | María de los Ángeles           | Jorge de la Rosa                       | RCTV               |
| 1995 | Solo una mujer                 | Daniel Santillán                       | Caracol Televisión |
| 1995 | Acapulco, cuerpo y alma        | Enrique                                | Las Estrellas      |
| 1994 | Tentaciones                    | Daniel Santillana / Arcángel / Demonio | Caracol Televisión |
| 1994 | Morena Clara                   |                                        | Venevision         |
| 1993 | La maldición del paraíso       | Federico                               | Canal A            |

## Presentador
| Año           | Título                          | Rol         | Canal                |
| ------------- | ------------------------------- | ----------- | -------------------- |
| 2025          | La casa de los famosos Colombia | Presentador | Canal RCN            |
| 2017          | Cien colombianos dicen 2        | Presentador | Caracol Televisión   |
| 2016-presente | Bravissimo                      | Presentador | Citytv               |
| 2015-2016     | 15 Minutos TV                   | Presentador | Claro TV             |
| 2014-2016     | Cara o Sello                    | Presentador | Claro Sport Colombia |
| 2012-2014     | Do re millones                  | Presentador | Caracol Televisión   |
| 2011-2014     | Así somos y qué                 | Presentador | Claro TV             |
| 2006-2010     | Bravissimo                      | Presentador | Citytv               |

## Radio
- 2011 - Super colectivo
- 2020 - Bésame en las mañanas

## Premios y nominaciones

### Premios India Catalina
| Año  | Categoría               | Telenovela o Serie | Resultado |
| ---- | ----------------------- | ------------------ | --------- |
| 2000 | Mejor actor protagónico | Me llaman Lolita   | Ganador   |
| 1998 | Mejor actor protagónico | Cartas de amor     | Nominado  |

### Premios TV y Novelas
| Año  | Categoría                             | Telenovela o Serie       | Resultado |
| ---- | ------------------------------------- | ------------------------ | --------- |
| 2000 | Mejor actor protagónico de telenovela | Me llaman Lolita         | Nominado  |
| 1995 | Mejor actor protagónico               | Sólo una mujer           | Nominado  |
| 1994 | Mejor actor revelación                | La maldición del paraíso | Nominado  |

### Otros premios obtenidos
- Premio Pacífico.  Premio Especial
- Premio Orquídea Usa al Actor Colombiano de Proyección Internacional.
- Premio Sol Dorado en Venezuela al Actor Internacional del Año.